# Sveriges U17-damlandslag i fotboll
Sveriges U17-damlandslag i fotboll representerar Sverige i fotboll på U17-sidan för damer. Laget slutade tvåa vid Europamästerskapet 2013.